# Vita nuova (film 1928)
Vita nuova (Three Sinners) è un film muto del 1928 diretto da Rowland V. Lee. La sceneggiatura di Doris Anderson e Jean de Limur si basa su Das zweite Leben, lavoro teatrale di Bernauer Osterreicher, andato in scena a Berlino il 26 marzo 1927.
La Paramount, nel 1931, lo rifece in versione sonora con il titolo Once a Lady. Questo secondo adattamento aveva come interpreti Ruth Chatterton e Ivor Novello.

## Trama
Accorgendosi che il marito non la ama più, la contessa Gerda Wallentin accetta di andare a visitare i parenti in Austria, lasciando la Germania e Wallentin preso dalle sue ambizioni politiche e dalla baronessa Hilda Brings. Durante il viaggio, Gerda viene sedotta da Raoul Stanislav, un affascinante e famoso musicista. Il treno su cui viaggiano viene coinvolto in un incidente e tutti i passeggeri rimangono uccisi. L'unica che si salva è Gerda, che si era allontanata per caso dal treno prima della tragedia. Sentendosi colpevole per la sua avventura, decide di non informare il marito di essersi salvata e, a Vienna, si costruisce una nuova vita. Diventata padrona di una elegante casa da gioco un giorno vi incontra Wallentin. Lui non la riconosce ma sembra essere misteriosamente attratto da lei. Gerda, allora, gli confessa la verità e torna con lui. In seguito, però, rendendosi conto che i sentimenti di suo marito non sono cambiati, decide di lasciarlo definitivamente. Insieme al suo bambino, Gerda si imbarca per gli Stati Uniti accompagnata dal ricco finanziatore della casa da gioco.

## Produzione
La lavorazione del film che fu prodotto dalla Paramount Famous Lasky Corporation iniziò il 27 gennaio 1928.

## Distribuzione
Il copyright del film, richiesto dalla Paramount Famous Lasky Corp, fu registrato il 14 aprile 1928 con il numero LP25157.
Distribuito dalla Paramount Pictures, il film - della durata di circa 83 minuti - uscì nelle sale degli Stati Uniti il 14 aprile 1928.

### Date di uscita
IMDb
- Germania	1928
- USA	14 aprile 1928
- Austria	1929
- Finlandia	4 novembre 1929
- Portogallo	28 luglio 1930

Alias
- Three Sinners	USA (titolo originale)
- Das zweite Leben	Austria / Germania / Svizzera (titolo tedesco)
- Les trois coupables Francia
- Morta para o Mundo	Portogallo (imdb display title)
- Podwójne zycie	Polonia
- Tres pecadores	Spagna
- Vita nuova	Italia

Non si conoscono copie ancora esistenti della pellicola che viene considerata presumibilmente perduta.